# 拟腐木藓属
拟腐木藓属为灰藓科的一科植物。

## 下属分类
- 拟腐木藓 Callicladium haldanianum H. Crum,